# Minimax-teorem
Minimax-teorem är fundamentalt inom spelteorin. Det dikterar att varje ändligt, nollsummespel, med två personer har fler än en strategi som maximerar spelets totala värde.